# Marcantonio Raimondi
Marcantonio Raimondi, o simplement Marcantonio, (Sant'Andrea in Argini, prop de Bolonya; c. 1480 - Bolonya; c. 1534), va ser un gravador italià del Renaixement.
En la història del gravat destaca per haver estat el primer a imprimir-los en sèrie. El seu treball principal va consistir a produir gravats que reproduïen pintures renaixentistes. La seua tasca va ser decisiva pel que fa a l'auge de les reproduccions, que al seu torn va contribuir a estendre l'estil del Renaixement arreu d'Europa; en especial l'art de Rafael. També va sistematitzar una tècnica de gravat que esdevingué la més utilitzada a Itàlia i la resta de països.

## Biografia

### Primers anys
Va nàixer cap a 1480, probablement a Sant'Andrea in Argini, prop de Bolonya. Va estudiar el seu ofici al taller del famós orfebre i pintor bolonyès Francesco Raibolini, conegut com a Francesco Francia. Giorgio Vasari, el biògraf dels artistes renaixentistes, l'anomena Marcantonio Bolognese i diu que ràpidament va demostrar més aptituds que Francia i va començar a dissenyar i produir sivelles de cinturó usant la tècnica del niello, que consisteix en un repujat en metalls que a través del seu aliatge aconsegueix contrastos de colors. Aquest fet és posat en dubte pel professor Arthur Mayger Hind que no ha trobat evidències de la tècnica del niello en els seus primers gravats.
No es coneix o no està documentada cap pintura de Raimondi, tot i que sí que se n'han conservat dibuixos. El seu primer gravat, Píram i Tisbe, data de 1505, encara que hi ha alguns treballs no datats possiblement anteriors a aquest. De 1505 a 1511, Marcantonio va realitzar un total de 80 gravats, amb una varietat temàtica que abasta des de la mitologia pagana a escenes religioses.

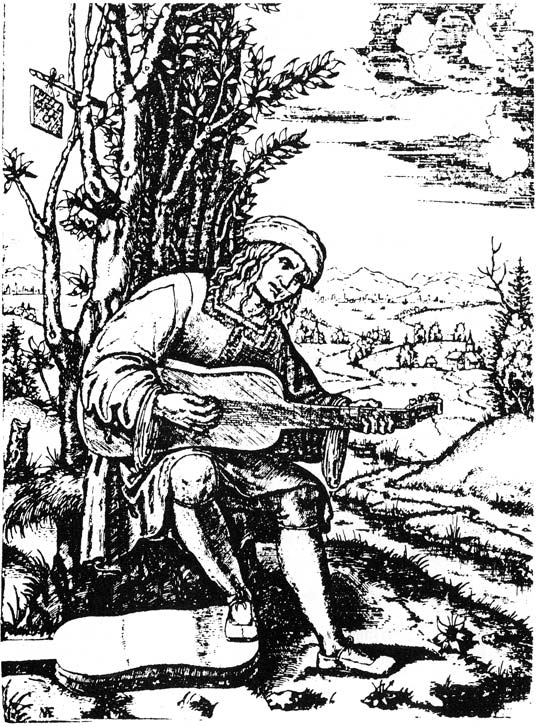
Retrat gravat del filòsof Giovanni Filoteo Achillini titulat Suonatore di viola da mano, c. 1510. Es va realitzar a partir d'una obra perduda original de Francesco Francia.

En els seus primers treballs emprava les seues pròpies composicions, combinant elements del seu mestre Francia i d'altres artistes del nord d'Itàlia. Com tots els gravadors italians de l'època, Raimondi va rebre una grandíssima influència dels excel·lents gravats d'Albert Dürer, els quals es van distribuir àmpliament per tot Itàlia. Igual que altres col·legues, com ara Giulio Campagnola, Raimondi va emprar elements dels paisatges de Dürer, i també la seua tècnica. Atès que Dürer va visitar Bolonya l'any 1506, igual que Miquel Àngel, és possible que Raimondi tinguera oportunitat de conèixer-los.

### Reproduccions
És en aquest moment quan començà a realitzar reproduccions de les sèries de xilografies de Dürer com ara La vida de la Mare de Déu. Era, en aquella època, una pràctica molt habitual, tot i que els gravadors normalment copiaven altres cars gravats i no les barates xilografies. De tota manera, les xilografies de Dürer havien aconseguit un nivell remarcable de qualitat, i el fet que Marcantonio continuara fent reproducciones de gravats i xilografies del mestre alemany, indica que el negoci va esdevenir vertaderament rendible.
Les seues primeres còpies incloïen fins i tot el famós monograma AD de Dürer, per la qual cosa el pintor alemany va formular una queixa al govern venecià, el qual li va garantir protecció per al seu monograma en territori venecià, tot i que no per a les seues composicions. Aquest és un dels primers antecedents del dret a protecció de la propietat intel·lectual.
Sembla que Raimondi va passar la segona meitat de la dècada del 1500 a Venècia, però no hi ha dades concloents. Un parell de còpies que va fer d'altres artistes testificarien una estada a Florència.

### Roma

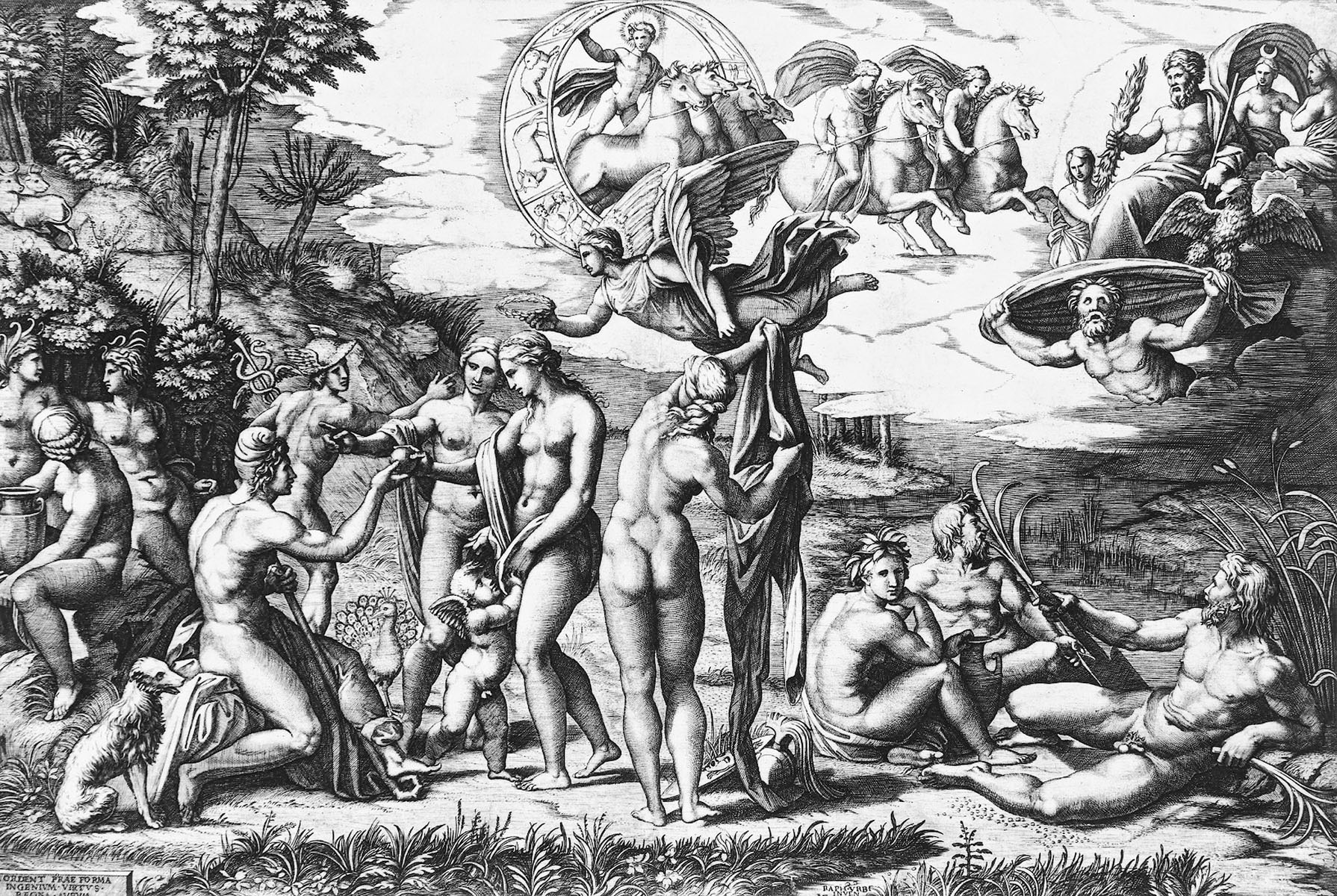
El judici de Paris, c. 1515, també sobre obra de Rafael.

Vers 1510, Marcantonio es va traslladar a Roma i va entrar al cercle d'artistes del taller de Rafael. La trobada entre Marcantonio i aquest pintor es va produir arran d'un gravat seu, que Rafael va admirar: Els escaladors (còpia parcial de La batalla de Cascina de Miquel Àngel). Amb un gravat de Lucrecia, disseny de Rafael, va arrencar la relació entre ambdós artistes.
Entre les pintures de Rafael que Raimondi va fer cèlebres internacionalment, destaquen L'escola d'Atenes i El Parnàs (Estances de Rafael en el Vaticà) i El triomf de Galatea (Vil·la Farnesina). També va reproduir els dissenys per als tapissos dels Fets dels apòstols, que arribarien a difondre's quasi abans que els tapissos s'acabaren.
Un altre famós gravat titulat El judici de Paris sobre obra de Rafael i datat el 1515 o 1516 va servir d'inspiració per a la composició del quadre Le déjeuner sur l'herbe d'Édouard Manet.
Rafael i Raimondi van posar en marxa una impremta, que aviat va reeixir sota la direcció d'Il Baviera, un membre del taller de Rafael. Aviat, la impremta esdevingué una escola de gravat amb Raimondi al capdavant. Alguns dels seus més distingits alumnes van ser Marco Dente (Marco da Ravenna), Giovanni Jacopo Caraglio i Agostino de Musi (Agostino Veneziano).

### Últims anys
Marcantonio i els seus deixebles van continuar realitzant gravats basats a l'obra de Rafael fins i tot després de la seua mort l'any 1520. En molts casos, Marcantonio no copiava les obres acabades sinó que treballava sobre esbossos i dibuixos de Rafael. Aquest mètode de treball produïa obres amb notables variacions sobre els originals. També va treballar sobre les composicions de Giulio Romano i Baccio Bandinelli.
Al voltant de 1524 va ser breument empresonat pel papa Climent VII, a causa de la impressió de I Modi, col·lecció de gravats eròtics sobre dissenys de Giulio Romano.
Durant el Saqueig de Roma de 1527 per l'exèrcit imperial de Carles V, Raimondi va ser obligat pels espanyols a pagar un elevat rescat i va haver de fugir arruïnat. Hom no sap on va residir des de la seua eixida de Roma fins a la seua mort, al voltant de 1534.
Diversos ajudants i imitadors de Raimondi van continuar produint planxes rafaelesques. Algunes d'elles no tenen signatura, per la qual cosa resulta difícil delimitar quines van ser obra de Raimondi i quines no.
| Galatea de Marcantonio Raimondi | Original de Rafael |

Gravat de Marcantonio Raimondi (col·lecció particular) sobre El triomf de Galatea
l'original de Rafael, que es troba a la Vil·la Farnesina (Roma).